# 沖縄県道215号白浜南風見線

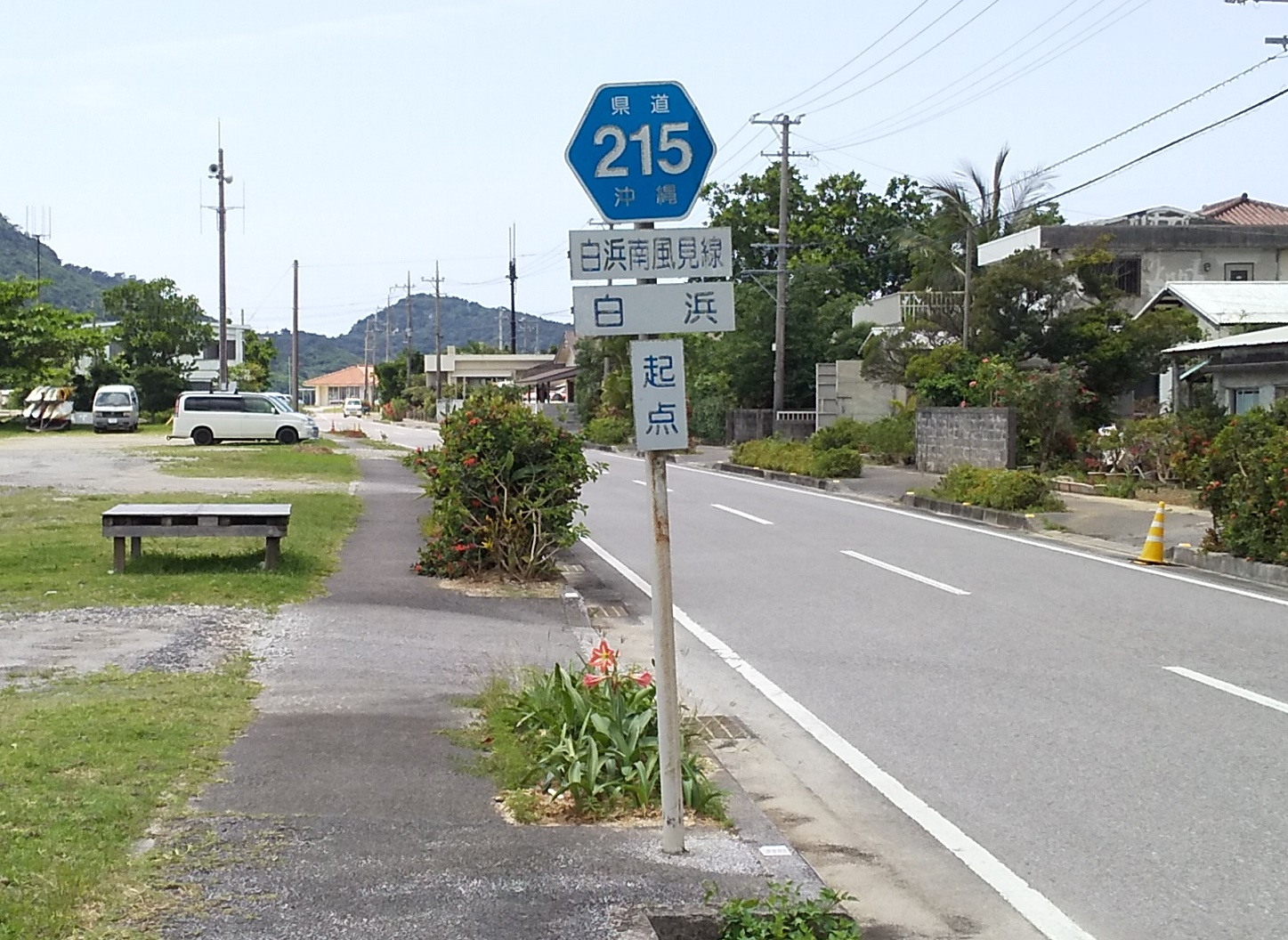
起点（白浜）

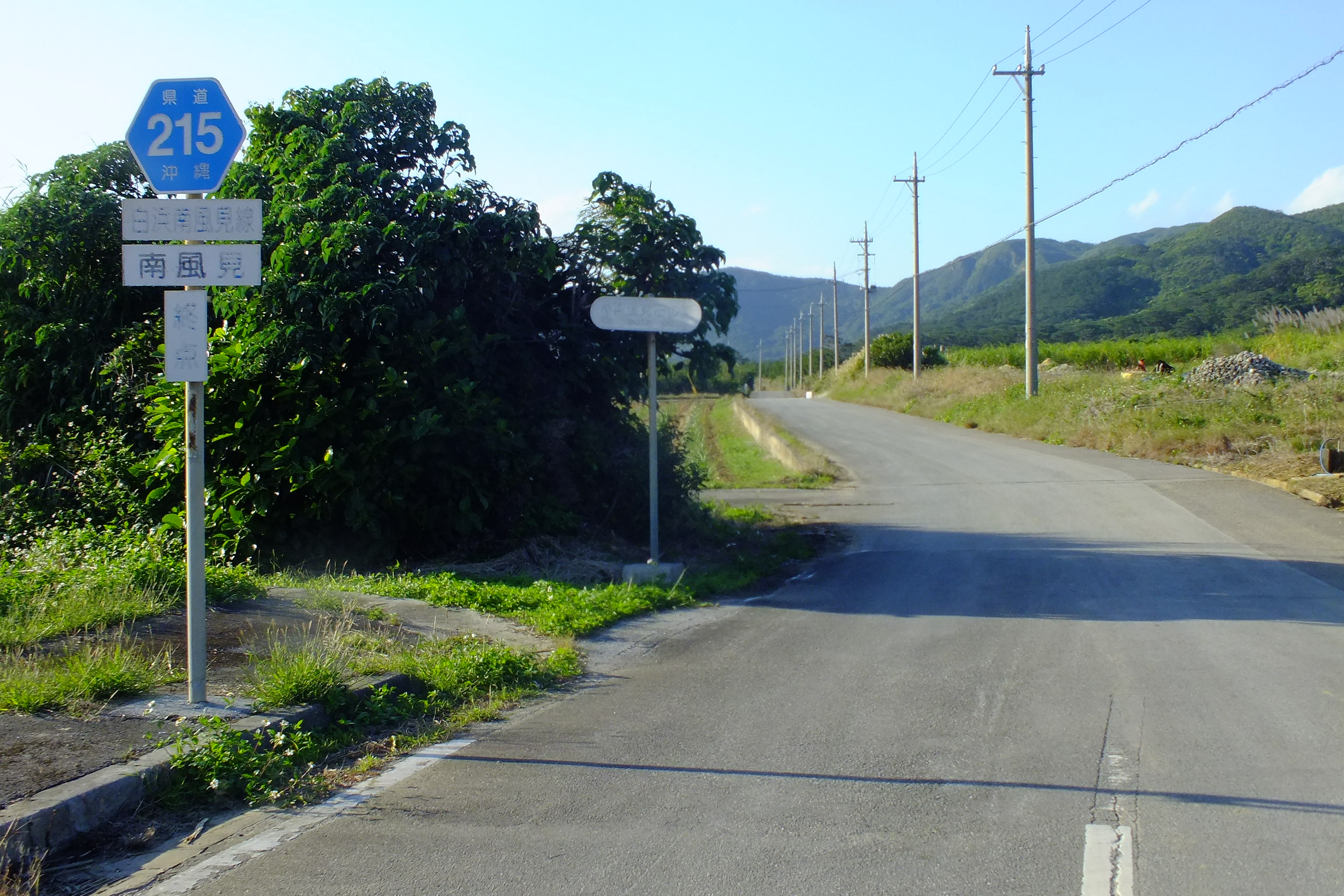
終点（南風見）

沖縄県道215号白浜南風見線（おきなわけんどう215ごう しらはまはえみせん）は、沖縄県八重山郡竹富町西表島の西にある字西表の白浜地区から北岸と東岸を経て南東端の字南風見・豊原地区とを結ぶ日本の一般県道である。通称は北岸道路。起点の白浜から時計回りに島を230度ほど周回しているが、残り部分に道路はなく一周はできない。総延長約54キロメートルで、沖縄県内では最も長い県道である。

## 概要
西表島西部と東部を結ぶ唯一の幹線道路である。

### 区間
- 起点：八重山郡竹富町字西表白浜（白浜港）
- 終点：八重山郡竹富町字南風見豊原
- 総延長：54.038 km（実延長も同じ）[2]

## 歴史

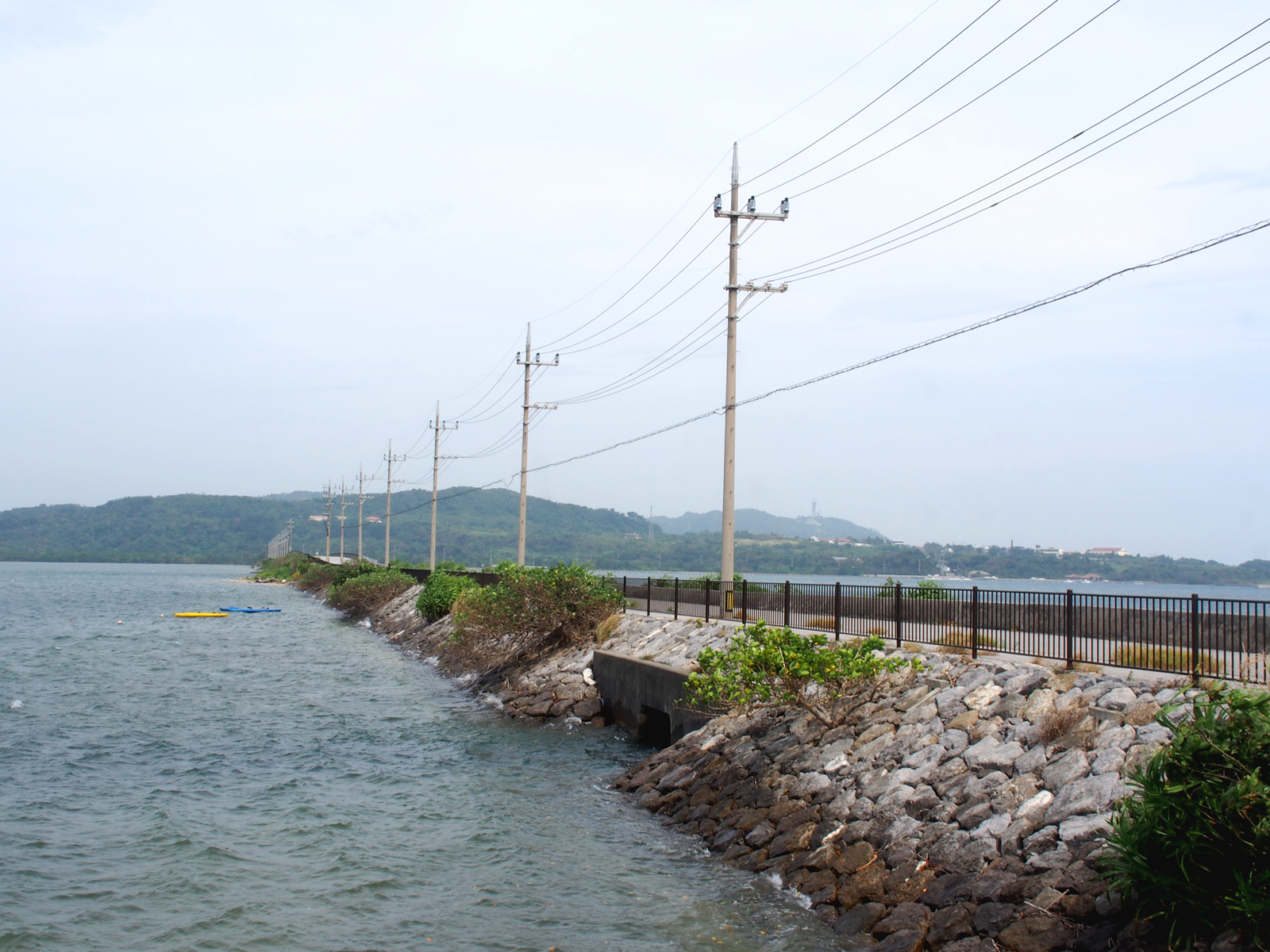
船浦海中道路（船浦橋を含む海中道路）

本線は1953年（昭和28年）に琉球政府道に指定。1972年（昭和47年）の本土復帰とともに県道となった。竹富町内にはほかに小浜島に沖縄県道210号小浜港線、黒島に「日本の道100選」に選ばれた沖縄県道213号黒島港線の2つの県道があるが、いずれも1980年（昭和55年）に指定されたもので、本土復帰前からの県道（復帰前は政府道）はこの路線のみである。
西表島には、東部と西部にそれぞれいくつかの集落が存在するが、亜熱帯の森林に覆われた山地が大半を占めるため、かつては東西を結ぶ陸路はなく、島民は手漕ぎの刳船を使うか、いったん石垣島を経由して東西を往来するしかなかった。
そのため、当初、東部の大富と西部の白浜を結ぶ道路（西表島縦貫道路、中央縦貫道路）が計画されたが、自然保護のため1973年（昭和48年）に建設が中断され、それに代わって北岸に沿って東西を結ぶ本路線が建設された。そして、1976年（昭和51年）秋に車が通れるようになり、1977年（昭和52年）に正式に船浦橋の供用が開始されて本線が全線開通したことにより、島の東西が結ばれた。
1986年（昭和61年）3月13日には、大原郵便局前交差点に町内初の信号機が設置された。この信号機は日本最南端の信号機でもある。1993年（平成5年）1月20日には祖納 - 白浜間に西表トンネルが開通。また、同年4月1日にそれまで沖縄県内最長の県道だった沖縄本島北部東海岸の主要地方道名護国頭線（県道70号・名護市二見 - 国頭村奥）の一部の区間が国道331号に昇格し、残りの路線を引き継いだ主要地方道国頭東線（県道70号）が本路線より短くなったため、沖縄県内の県道で最長となった（主要地方道を除く一般県道としては、その前から最長であった）。

## 野生生物の保護
| ゼブラゾーン及び注意標識 |  | ゼブラゾーン及び片勾配側溝 |
| ゼブラゾーン及び注意標識 |  | ゼブラゾーン及び片勾配側溝 |

本線はイリオモテヤマネコの生息域を通っている。イリオモテヤマネコは山麓から海岸にかけての地域を沢沿いに移動するため、沿岸部を走る本線を横断し、交通事故に遭うことが多い。1977年（昭和52年）の全線開通以降、毎年数頭が交通事故に遭っており、2010年代には西表島全域での交通事故が平均4.57件/年に急増。1978年から2018年3月までの累計では、80件の事故が発生し、76頭が死亡している。
このため、環境省、沖縄県、竹富町などにより道路標識や動物用トンネル（アンダーパス、ネコボックス）、減速帯（ゼブラゾーン、振音舗装）などの保護対策が進められている。
沖縄県は、1995年（平成7年）に野生動物の保護のためにエコロード事業を開始。1996年度（平成8年度）からはアンダーパスの設置を行い、2007年度1月末までに、船浦-前良間の45 kmの区間に計83基を設置した。2014年末では130基以上が設置されている。また、2014年（平成26年）4月にはイリオモテヤマネコの道路への侵入を防止するための高密度ポリエチレン製のネットを使ったフェンスの設置を行った。
また、小動物が側溝に落ちても這い上がりやすく、かつ、道路側に上がりにくいように、幅広側溝、片勾配側溝の設置も行われている。

## 通過自治体
- 八重山郡竹富町（西表島）

## トンネル・橋梁
- 西表トンネル（西表白浜） - 美田良と白浜を結ぶ全長675 mのトンネル。1993年（平成5年）1月20日開通[16]。西表島唯一のトンネルで、日本最南端かつ最西端のトンネルである[17]。
- 浦内橋（上原 - 西表） - 沖縄県内最長の河川である浦内川の河口に架かる橋長272 mの橋。1970年（昭和45年）竣工。2019年度から12年計画で架け替えが予定されている[18]。
- 船浦橋・船浦海中道路（上原船浦） - 1977年（昭和52年）供用開始[6][19]。
- 仲間橋（南風見仲 - 南風見） - 仲間川の河口に架かる橋長250 mの橋。1956年（昭和31年）に米軍によって鉄骨造の仮橋が架けられ、1968年（昭和43年）にコンクリート橋に架け替えられた[20]。現在の橋は、1992年（平成4年）7月29日に架け替え・開通したものである[21][22]。

## 沿線の主要施設
- 白浜港（起点）
- 竹富町役場西表西部出張所（西表祖納）
- 西表島郵便局（西表祖納）
- 西表島測候所（同）
- 祖納港（同）
- 琉球大学熱帯農学研究所（上原）
- 船浦港（上原船浦）
- 西表大原郵便局（南風見大原）
- 竹富町役場西表東部出張所（南風見大原）
- 仲間港（同）